# U-21-Faustball-Europameisterschaft 2013
Die 14. Faustball-Europameisterschaft für U21-Mannschaften fand vom 23. August bis zum 24. August 2013 in Lázně Bohdaneč (Tschechien) gleichzeitig mit der Europameisterschaft 2013 der Frauen statt. Tschechien war zum ersten Mal Ausrichter der Faustball-Europameisterschaft für U21-Mannschaften. Die deutsche Mannschaft gewann das Turnier nach einem 3:0-Sieg über die Schweiz.

## Vorrunde
| Rang | Team        | Sätze | Ballverh. | Punkte |
| ---- | ----------- | ----- | --------- | ------ |
| 1.   | Deutschland | 8:0   | 88:40     | 8      |
| 2.   | Schweiz     | 6:2   | 79:43     | 6      |
| 3.   | Österreich  | 4:4   | 73:60     | 4      |
| 4.   | Italien     | 2:6   | 42:82     | 2      |
| 5.   | Tschechien  | 0:8   | 38:88     | 0      |

Spielergebnisse
| 23. August | Schweiz     | – | Italien     | 2:0 | (11:2, 11:5)  |
| 23. August | Deutschland | – | Tschechien  | 2:0 | (11:4, 11:5)  |
| 23. August | Schweiz     | – | Tschechien  | 2:0 | (11:2, 11:2)  |
| 23. August | Österreich  | – | Italien     | 2:0 | (11:1, 11:4)  |
| 23. August | Schweiz     | – | Österreich  | 2:0 | (11:6, 13:11) |
| 23. August | Deutschland | – | Italien     | 2:0 | (11:5, 11:3)  |
| 23. August | Österreich  | – | Deutschland | 0:2 | (8:11, 4:11)  |
| 23. August | Tschechien  | – | Italien     | 0:2 | (9:11, 7:11)  |
| 23. August | Schweiz     | – | Deutschland | 0:2 | (8:11, 3:11)  |
| 23. August | Österreich  | – | Tschechien  | 2:0 | (11:5, 11:4)  |

## Qualifikationsspiel für das Spiel um Platz 3
| Qualifikationsspiel |         |   |            |     |                                     |
| 24. August          | Italien | – | Tschechien | 3:2 | (09:11, 13:11, 11:08, 06:11, 11:08) |

## Halbfinale
| Halbfinale |         |   |            |     |                       |
| 24. August | Schweiz | – | Österreich | 3:0 | (11:06, 13:11, 11:08) |

## Platzierungs- und Finalspiele
| Spiel um Platz 3 |             |   |         |     |                              |
| 24. August       | Österreich  | – | Italien | 3:1 | (11:07, 09:11, 11:08, 11:06) |
| Finale           |             |   |         |     |                              |
| 24. August       | Deutschland | – | Schweiz | 3:0 | (11:09, 11:06, 11:05)        |

## Endergebnis
| Platz | Land        | Flagge      | Code |
| ----- | ----------- | ----------- | ---- |
| 1.    | Deutschland | Deutschland | GER  |
| 2.    | Schweiz     | Schweiz     | SUI  |
| 3.    | Österreich  | Osterreich  | AUT  |
| 4.    | Italien     | Italien     | ITA  |
| 5.    | Tschechien  | Tschechien  | CZE  |